# Посольство Пакистана в Варшаве
Посольство Пакистана в Варшаве (пол. Ambasada Pakistanu w Warszawie) — главная дипломатическая миссия Пакистана в Польше, расположена в столице страны Варшаве.
Посол Пакистана в Польше: Шавкат Али Хан.

## История
Дипломатические отношения Польши с Пакистаном были установлены в 1962 году. Пакистан открыл своё посольство в Варшаве в 1969 году. В 1971 году посольство находилось по адресу: Raszyńska д. 54, а с 1990 года по адресу: ул. Starościńskiej д.1. В 1972 году отношения между Пакистаном и Польшей были разорваны в связи с признанием поляками независимости государства Бангладеш. В том же году страны восстановили дипломатические отношения.